# Happiness Is
Happiness Is è il sesto album in studio del gruppo musicale statunitense Taking Back Sunday, pubblicato nel 2014.

## Tracce
1. Preface – 1:26
2. Flicker, Fade – 4:33
3. Stood a Chance – 3:39
4. All the Way – 3:48
5. Beat Up Car – 3:11
6. It Takes More – 5:11
7. They Don't Have Any Friends – 3:48
8. Better Homes and Gardens – 3:54
9. Like You Do – 2:47
10. We Were Younger Then – 4:42
11. Nothing at All – 3:59

## Formazione

### Gruppo
- Eddie Reyes – chitarra
- Mark O'Connell – batteria
- John Nolan – chitarra, voce
- Shaun Cooper – basso
- Adam Lazzara – voce

### Musicisti addizionali
- Dylan Ebrahimian – violino
- Teddy Schumacher – violoncello